# Stavební lavička
Stavební lavička je pomůcka pro zajištění vytyčovacích prvků na staveništi. Rohy stavby, které geodet před zahájením stavby vytyčí pomocí kolíků, jsou totiž většinou po zahájení výkopových prací zničeny. Lavičky se tudíž zřizují před zahájením vlastních výkopových prací ve vzdálenosti minimálně 1,5 až 2 metry od líce budoucí stavby nebo výkopů.
Lavička musí být postavena kolmo k vytyčovacímu směru, výškově by měly být všechny lavičky v jedné rovině (pokud možno ve výšce podlahy prvního nadzemního podlaží).
Lavičky se zhotovují ze dřeva a skládají se z kůlů dobře zaražených do půdy, na které se pak z vrchu přibíjí prkno zhruba 26 mm silné a 180 mm široké na plocho (na ležato). V současnosti se však častěji prkna přibíjejí na stojato (pak stačí šířka prkna 80 – 120 mm) a na kolíky se tak připevňují ze strany. Samozřejmostí je, že prkna musí být přibita na kolíky tak, aby byla vodorovná.
Stavební čára se dříve na lavičky přenášela pomocí dvou olovnic, které byly vyváženy přesně nad body na stavební čáře a poté se k nim posunoval přes lavičky napjatý drát nebo šňůra. Ve chvíli, kdy se drát nebo šňůra dotkly olovnic, se na lavičkách vyznačila drátěnkou, hřebíkem, barvou či zářezem jejich poloha. V současnosti se pro přenášení jednotlivých stavebních linií používají většinou teodolity nebo totální stanice.
Na lavičkách se kromě stavební čáry vyznačují značkami (drátěnky, hřebíky) šířky základů, šířky suterénních případně i přízemních zdí. Při vytyčování skeletové (sloupové) stavby se na lavičce vyznačí pouze osy pilířů nebo sloupů.
U rohu budoucího objektu stavíme zpravidla tzv. rohovou lavičku, pro střední zdi nebo střední řady sloupů se zřizuje lavička samostatná.